# Elitedivisionen
Elitedivisionen is de hoogste voetbalcompetitie van het vrouwenvoetbal in Denemarken. De competitie is sinds 2020, vanwege sponsorregelingen, ook bekend onder de naam Gjensidige Kvindeligaen. Het eerste kampioenschap vond plaats in 1973 en werd gewonnen door Ribe BK. Recordkampioen is Brøndby IF, dat twaalf titels heeft bemachtigd.
Sinds 2013/14 bestaat de competitie uit 8 ploegen. Nadat elke ploeg 2x tegen elkaar heeft gespeeld wordt de competitie opgedeeld in twee groepen. De nummers 1 tot en met 6 komen in de kampioensgroep terecht. De nummers 1 en 2 verdienen een ticket voor de Champions League.
De nummers 7 en 8 spelen promotie/degradatie wedstrijden tegen de beste ploegen van de 1. Division

## Winnaars
| Club             | Aantal | Seizoen(en)                                                                                                |
| ---------------- | ------ | --- |
| Brøndby IF       | 12     | 2002/03, 2003/04, 2004/05, 2005/06, 2006/07, 2007/08, 2010/11, 2011/12, 2012/13, 2014/15, 2016/17, 2018/19 |
| Fortuna Hjørring | 11     | 1994, 1995, 1996, 1998/99, 2001/02, 2008/09, 2009/10, 2013/14, 2015/16, 2017/18, 2019/20                   |
| VSK Aarhus       | 6      | 1982, 1984, 1986, 1987, 1988, 1989, 1990, 1991, 1996/97, 1997/98                                           |
| Boldklubben 1909 | 5      | 1981, 1983, 1985, 1992, 1993                                                                               |
| Ribe BK          | 5      | 1973, 1974, 1976, 1978, 1979                                                                               |
| BK Femina        | 3      | 1975, 1977, 1980                                                                                           |
| Odense Q         | 2      | 1999/2000, 2000/01                                                                                         |
| HB Køge          | 2      | 2020/21, 2021/22, 2022/23                                                                                  |
| FC Nordsjælland  | 1      | 2023/24 |